# Воскресенский монастырь (Самара)
Воскресе́нский монасты́рь — мужской монастырь Русской Православной Церкви, созданный в 2003 году в центре Самары, относится к Самарской епархии.

## История
До 1930-х годов недалеко от настоящего расположения монастыря располагался Иоанно-Предтеченский скит Самарского Николаевского мужского монастыря.
В 1989 году по благословению митрополита Иоанна (Снычёва) в Самаре был создан православный приход во имя Воскресения Христа Спасителя. В 1992 году несколько ветхих зданий, расположенных на территории заброшенного сквера «Огонёк» были переданы в собственность православной церкви. Одно из зданий было переделано под временный храм, остальные приспособлены под библиотеку, трапезную, дом для причта и воскресную школу. В том же году состоялась закладка каменного храма на пересечении проспекта Кирова и улицы Черемшанской. В 1993 году храм был достроен и освящён во имя Воскресения Христа Спасителя, начались регулярные богослужения. Воскресенский собор стал в девяностые годы первым православным храмом на всей огромной рабочей окраине Самары — «Безымянке».
В 1995 году в окормление храма перешёл созданный в Самарском областном клиническом госпитале ветеранов войн храм в честь великомученика Георгия Победоносца, в 1999 году преобразованный в часовню в часть великомученика и целителя Пантелеимона. Также к соборному храмы были приписаны часовня в честь блаженной Ксении Петербургской в медсанчасти № 8 (с 1998 года), часовня во имя святого великомученика Пантелеимона в центре общения и здоровья (с 1997 года), молельная комната в следственном изоляторе № 1
Со временем на основе клира и прихожан Свято-Воскресенского собора сложилась монашеская община. 30 июля 2003 года постановлением Священного Синода по представлению самарского архиепископа Сергия приход был преобразован в Свято-Воскресенский мужской монастырь.
В 2008 году принадлежавшее монастырю подворье в селе Винновка Ставропольского района Самарской области, на территории которого действовал храм в честь Казанской иконы Божией Матери в 2008 году было преобразовано в самостоятельный мужской монастырь.

## Деятельность
В монастыре действует библиотека православной литературы. Имеется бесплатная трапеза для престарелых и малоимущих.
По воскресным дням после вечернего богослужения проводятся беседы священников с прихожанами.
Монастырь окормляет детский приют в селе Масленниково Хворостянского района Самарской области.
Большое внимание уделяется церковному пению, действуют большой, малый, знаменный, братский и детский хоры.

## Владения
Монастырь находится в центре Самары, по адресу: улица Краснодонская 101. Общая площадь монастыря, расположенного в черте города, составляет 4,79 га.
На территории построен игуменский корпус, башни на углу проспекта Кирова и улицы Нагорной, а также на углу Нагорной и Краснодонской.
В 2010 году напротив алтаря соборного храма началось строительство ротонды. Подготовлена документация для строительства братского корпуса, мастерских и часовни на углу улиц Краснодонской и Черемшанской.

### Храмы

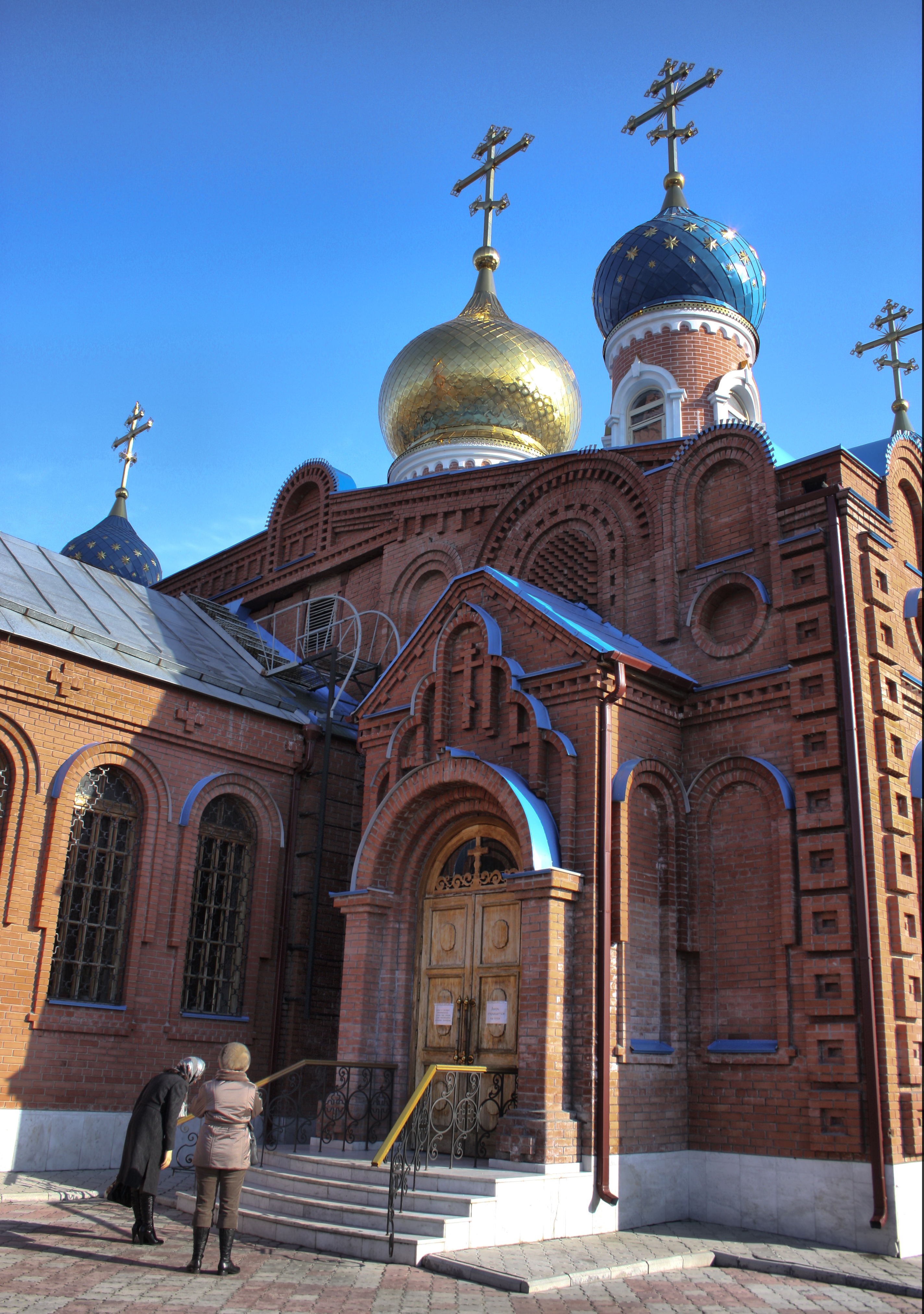
Свято-Воскресенский храм

Кирпичная однопрестольная церковь во имя Воскресения Христова была построена в 1992—1993 годах. В 1998 году к храму была пристроена трапезная, что увеличило его площадь вдвое. Также была пристроена 33-метровая колокольня с золочёными куполом и ажурным крестом.
В 2000 году были построены боковые приделы, освящённые во имя Успения Пресвятой Богородицы и преподобного Серафима Саровского, также храм получил пятиглавое завершение. В настоящее время продолжаются работы по внутренней отделке соборного храма: роспись, столярные и иконописные работы.
В середине 2000-х была построена кирпичная однокупольная церковь, упрощённо повторяющая вид Свято-Духовской церкви Троицко-Сергиевской Лавры. Храм был освящён во имя святого Николая Чудотворца.

### Святыни
В обители имеются особо чтимые святыни, в первую очередь это образ Божией Матери «Взыскание погибших», написанный в XVIII веке на Афоне. Также есть список Казанской иконы Божией Матери, выполненный на Афоне, списки с икон «Неупиваемая чаша», «Скоропослушница», «Успение Божией Матери»; иконы святителя Николая, святителя Тихона Задонского, ковчег с частицами мощей святых.

## Братия
Первым настоятелем тогда ещё прихода стал иерей Феодор Глушаков, переведённый из Псковско-Печерского монастыря, где он был послушником. Впоследствии он принял монашеский постриг под именем Серафим, став игуменом монастыря.
Решением Священного Синода от 27 июля 2011 года наместником Воскресенского мужского монастыря города Самара был назначен Софроний (Баландин), спустя год ставший епископом Кинельским и Безенчукским. В это время монастырская братия состояла из 12 человек, не считая послушников.
9 марта 2014 года решением Священного синода Русской православной церкви был назначен наместником Воскресенского мужского монастыря игумен Фома (Мосолов).
11 марта 2020 года игуменом Воскресенского мужского монастыря назначен иеромонах Серафим (Астапенко).